# Cavaliere

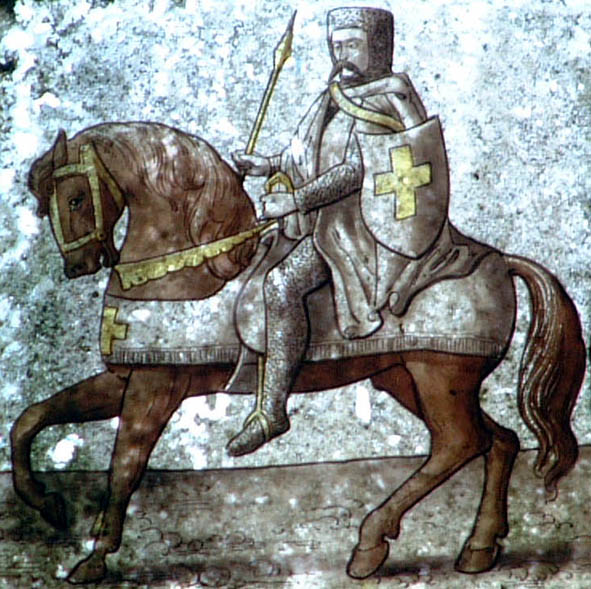
Cavaliere medievale a cavallo con armatura metallica

Un cavaliere, durante il Medioevo, era un uomo insignito del cavalierato, da parte di un monarca, di un vescovo o di un altro capo politico o religioso, al servizio del monarca o della chiesa cristiana, soprattutto in ambito militare.
Storicamente, in Europa, il cavalierato era conferito a guerrieri a cavallo.
Durante l'Alto Medioevo, i cavalieri erano considerati una classe di bassa nobiltà. Dal Basso Medioevo, il rango venne associato agli ideali di cavalleria e codice di condotta del perfetto guerriero cristiano di corte. Spesso, un cavaliere era un vassallo che prestava il suo servizio come combattente d'élite, guardia del corpo o mercenario ad un signore, remunerato sotto forma di proprietà terriere. I signori si fidavano dei cavalieri, che erano abili nella guerra a cavallo. Il cavalierato nel Medioevo era strettamente legato all'equitazione (e soprattutto ai tornei) dalle sue origini nel XII secolo fino alla sua fioritura finale come moda tra l'alta nobiltà nel Ducato di Borgogna nel XV secolo. Questo legame si riflette nell'etimologia di cavalleria, cavaliere e termini correlati. Il prestigio speciale accordato ai guerrieri a cavallo nella cristianità trova un parallelo nel furusiyya nel mondo musulmano, nel greco hippeis (ἱππεῖς) e nel romano  eques dell'antichità classica.
Nel basso Medioevo, nuovi metodi di guerra iniziarono a rendere obsoleti i cavalieri classici in armatura, ma i titoli rimasero in molte nazioni. Gli ideali della cavalleria erano diffusi nella letteratura medievale, in particolare nei cicli letterari noti come Ciclo carolingio, relativi ai leggendari compagni di Carlo Magno e ai suoi armigeri paladini e Ciclo di Bretagna, relativo alla leggenda di Re Artù e alla sua Tavola Rotonda.
Oggi continuano ad esistere un certo numero di ordini di cavalieri nelle chiese cristiane, e in diversi paesi cristiani e loro precedenti territori, come i cattolici Ordine equestre del Santo Sepolcro di Gerusalemme e Sovrano militare ordine di Malta, il protestante Ordine di San Giovanni, l'inglese Ordine della Giarrettiera, lo svedese Ordine dei Serafini e l'Ordine reale norvegese di Sant'Olav. Ciascuno di questi ordini ha i propri criteri di ammissibilità, ma il cavalierato è generalmente concesso da un capo di Stato, monarca o prelato a persone selezionate, per riconoscere qualche risultato meritorio, come nelle Onorificenze britanniche, spesso per il servizio prestato alla Chiesa o al Paese. L'equivalente femminile moderno nel Regno Unito è Dame.

## Etimologia
Il termine knight, dall'antico inglese cniht ("ragazzo" o "servo"), è un cugino del termine tedesco Knecht ("servo, vassallo"). Questi significati, di origine ignota, sono comuni nelle lingue germaniche occidentali (confrontare Lingua frisone antica kniucht, lingua olandese knecht, lingua danese knægt, lingua svedese knekt, lingua norvegese knekt, lingua alto-tedesca media kneht, tutte dal significato di "ragazzo, giovane, giovanetto"). La lingua alto-tedesca media ha la frase guoter kneht, che significa anche cavaliere, ma questo significato declinò intorno al 1200.
Il significato di cniht cambiò, nel tempo, da quello originario di "ragazzo" a "famiglio". Aelfric il grammatico, nella sua omelia di san Swithun, descrive un famiglio montato come uno cniht. Mentre gli cniht potrebbero aver combattuto al fianco dei loro signori, il loro ruolo di domestici è più evidente nei testi anglosassoni. In molti testamenti anglosassoni agli cniht venivano lasciati soldi o terre. Nel suo testamento, re Æthelstan lasciò al suo cniht, Aelfmar, otto appezzamenti di terreno.
Un rādcniht, servitore a cavallo, era un servo montato a cavallo.
Un restringimento dal significato generico di servitore a seguace militare di un re o di un altro superiore è visibile intorno al 1100. Lo specifico senso militare di cavaliere come guerriero montato nella cavalleria pesante emerse soltanto nella Guerra dei cent'anni. Il termine accavalierare (per far diventare qualcuno un cavaliere) apparve intorno al 1300 e, allo stesso tempo, la parola cavalierato passò dal significato di adolescenza a rango o dignità di un cavaliere.
Un equites (latino, da eques "cavaliere", da equus "cavallo") era un membro della seconda più elevata classe sociale nella Repubblica romana e nel primo Impero romano. Questa classe è spesso citata come "cavaliere" anche se il cavaliere era chiamato miles in latino (che nel latino classico significava "soldato", normalmente di fanteria).
Nel tardo Impero romano, il termine classico latino per cavallo, equus, venne sostituito nel latino volgare da caballus, a volte ritenuto derivare dal gallico caballos. Da caballus derivò il termine nelle lingue romanze cugine del francese: inglese cavalier, italiano cavaliere, spagnolo caballero, francese chevalier (da cui chivalry), portoghese cavaleiro, e romeno cavaler. Le lingue germaniche hanno termini affini al "cavaliere" inglese: "Ritter" tedesco, "ridder" olandese e scandinavo. Queste parole derivano dal germanico rīdan, "cavalcare", a sua volta derivato dalla radice proto-indoeuropea reidh-.

## Evoluzione del cavaliere medievale

### Eredità pre-carolingia
Nell'antica Roma esisteva una classe di cavalieri Ordo Equestris (ordine dei nobili montati). Alcune sezioni degli eserciti di popoli germanici che occuparono l'Europa dal III secolo in poi erano montate, e alcuni eserciti, come quelli degli Ostrogoti, erano principalmente costituiti da cavalleria. Tuttavia, furono i Franchi a schierare in generale eserciti composti da grandi masse di fanteria, con un'élite che spesso cavalcava in battaglia piuttosto che marciare a piedi. Quando gli eserciti del sovrano franco Carlo Martello sconfissero il Califfato omayyade nell'invasione araba della Battaglia di Tours nel 732, le forze franche erano ancora in gran parte eserciti di fanteria, con le élite che cavalcavano in battaglia ma smontavano per combattere.

### Epoca carolingia
Nell'Alto Medioevo i soldati a cavallo ben equipaggiati erano chiamati cavalieri, o miles in latino. I primi cavalieri apparvero durante il regno di Carlo Magno nell'VIII secolo. Con il progredire dell'era carolingia, i franchi erano generalmente all'attacco, e un numero maggiore di guerrieri portarono i loro cavalli a cavalcare con l'Imperatore nelle sue vaste campagne di conquista. Più o meno in quel periodo i franchi erano sempre più a cavallo a combattere sul campo di battaglia come una vera cavalleria piuttosto che una fanteria a cavallo, con l'invenzione della staffa, e avrebbero continuato a farlo per secoli dopo.
 Sebbene in alcune nazioni il cavaliere tornò a combattere a piedi nel XIV secolo, l'associazione del cavaliere con il combattimento a cavallo con una lancia, e in seguito una spada, rimase forte. La più antica cerimonia carolingia di presentare un giovane uomo con armi influenzò l'emergere di cerimonie di cavalierato, in cui un nobile avrebbe ricevuto armi ritualmente e dichiarato cavaliere, di solito in occasione di qualche festività.

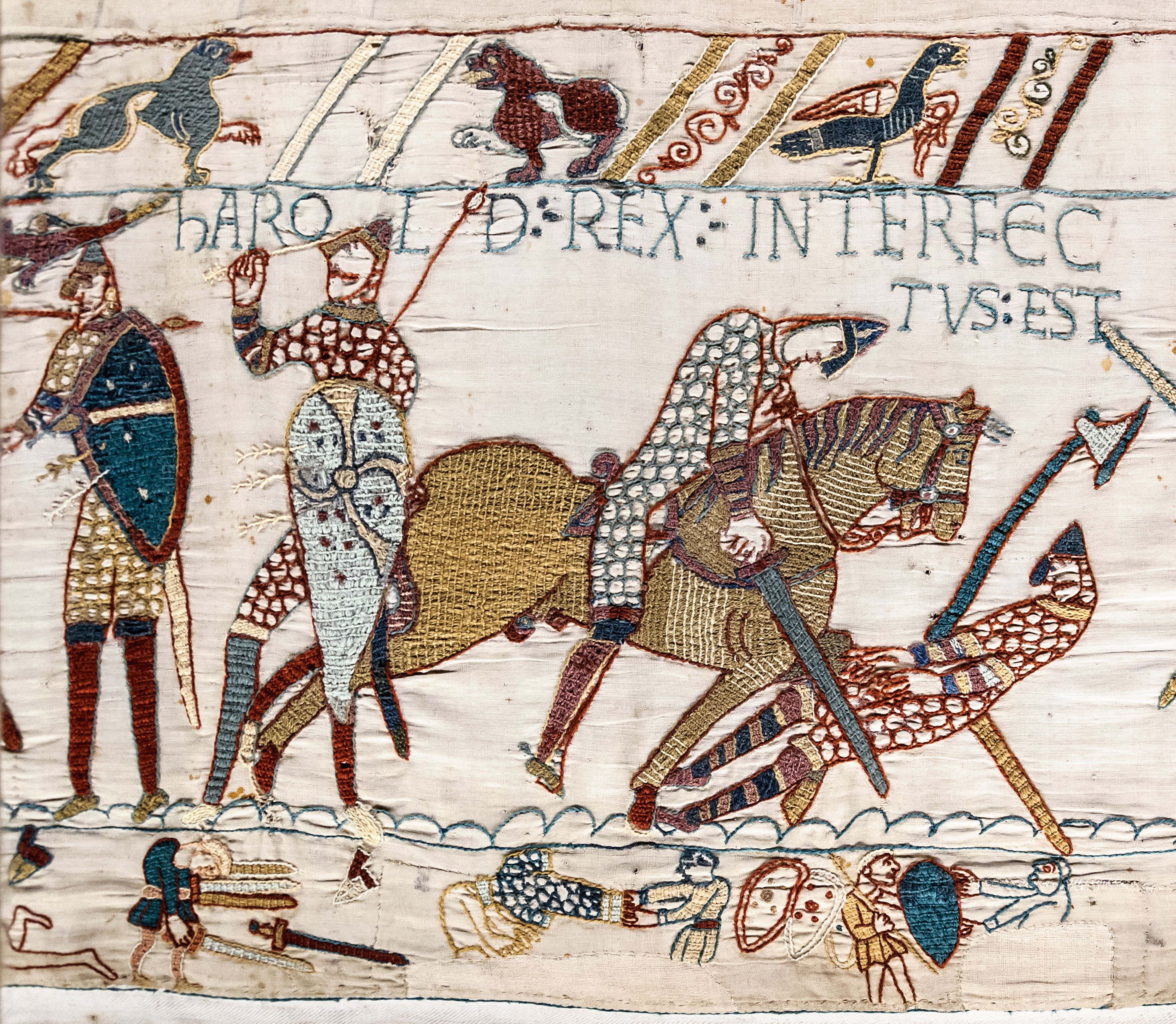
Un cavaliere normanno uccide Aroldo II d'Inghilterra (arazzo di Bayeux, c. 1070). Il rango di cavaliere si sviluppò nel XII secolo dai guerrieri montati a cavallo del X e XI secolo.

Questi guerrieri a cavallo resero possibili le conquiste più remote di Carlo Magno, e per garantire il loro servizio li premiò con concessioni di terra chiamate benefici. Questi furono dati direttamente ai capitani dall'Imperatore per ricompensare i loro sforzi nelle conquiste che, a loro volta, potevano concedere benefici ai loro contingenti guerrieri, che erano un misto di uomini liberi e schiavi. Nel secolo successivo, dopo la morte di Carlo Magno, la sua nuova classe guerriera divenne ancora più forte, e Carlo il Calvo dichiarò che i loro feudi erano ereditari. Il periodo del caos tra il IX e il X secolo, tra la caduta dell'autorità centrale carolingia e l'ascesa di diversi regni franchi occidentali e orientali (in seguito Francia e Germania rispettivamente), trincerò questa nuova classe guerriera proprietaria di terre. Ciò era dovuto al fatto che governare il potere e la difesa contro l'attacco di Vichinghi, Magiari e Saraceni era diventato un affare essenzialmente locale che ruotava attorno a questi nuovi signori ereditari e ai loro demesne.

### Crociate

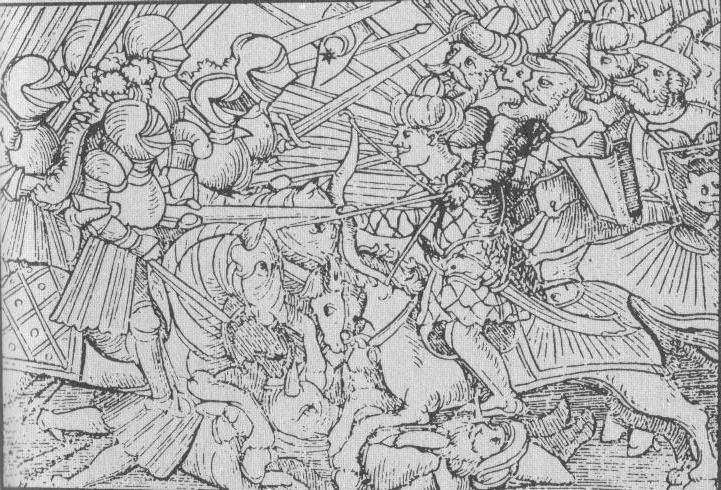
Battaglia tra cavalieri turchi e cristiani durante le guerre ottomane in Europa

Nel corso del XII secolo la cavalleria divenne un rango sociale, con una distinzione tra milites gregarii ("cavalieri non nobili") e milites nobiles ("veri cavalieri"). Poiché il termine "cavaliere" divenne sempre più limitato a denotare un rango sociale, il ruolo militare del cavalleggero completamente armato ottenne un termine separato, "uomo in armi". Anche se un cavaliere medievale che andava in guerra sarebbe stato automaticamente un uomo d'armi, non tutti gli uomini d'armi erano cavalieri. I primi ordini militari di cavalierato furono quelli dei Cavalieri Ospitalieri e del Santo Sepolcro, entrambi fondati alla Prima crociata del 1099, seguiti dai Cavalieri di San Lazzaro (1100), templari (1118) e teutonici (1190). Al momento della loro fondazione, questi erano intesi come ordini monastici, i cui membri avrebbero agito come semplici soldati a protezione dei pellegrini. Solo nel secolo successivo, con la felice conquista della Terra santa e l'ascesa degli stati crociati, questi ordini divennero potenti e prestigiosi.
Le grandi leggende europee sui guerrieri come i paladini, nel Ciclo carolingio e sul Ciclo bretone popolarizzarono la nozione di cavalleria tra le classi guerriere. L'ideale di cavalleria come ethos del guerriero cristiano e la trasmutazione del termine "cavaliere" dal significato di "servo, soldato" a quello di "soldato a cavallo", per riferirsi a un membro di questa ideale classe, influenzarono in modo significativo le crociate, da un lato ispirate agli ordini militari di guerrieri monastici, e dall'altro controinfluenzati dagli ideali islamici furusiyya.

## Cultura del cavalierato nel Medioevo

### Addestramento
L'istituzione dei cavalieri era già ben consolidata nel X secolo. Mentre quello di "cavaliere" era essenzialmente un titolo che indicava un ufficio militare, il termine poteva essere usato anche per posizioni di nobiltà superiore come i proprietari terrieri. I nobili di più elevato grado concedevano ai vassalli le loro porzioni di terra (feudi) in cambio della loro lealtà, protezione e servizio. I nobili fornivano ai loro cavalieri elementi di necessità, come alloggio, cibo, armature, armi, cavalli e denaro. Il cavaliere generalmente teneva le sue terre con un mandato militare che veniva misurato con il servizio militare che di solito durava 40 giorni all'anno. Il servizio militare era il "qui pro quo" per ogni feudo. Vassalli e signori potevano mantenere qualsiasi numero di cavalieri, anche se i cavalieri con più esperienza militare erano quelli più ricercati. Quindi, tutti gli elementi della nobiltà inferiore che intendevano diventare prosperi cavalieri, necessitavano di una grande esperienza militare. Un cavaliere che combatteva sotto lo stendardo di un altro era chiamato "knight bachelor" mentre un cavaliere che combatteva sotto il proprio era uno "knight banneret".

#### Paggio
Un cavaliere doveva avere elementi di nobiltà e tipicamente era figlio di cavaliere o signore. In alcuni casi anche i cittadini comuni potevano essere nominati cavalieri come ricompensa per un servizio militare straordinario. I bambini della nobiltà erano accuditi da nobili madri adottive, nei castelli, fino a quando non avrebbero raggiunto i sette anni.
I ragazzi di sette anni ricevevano il titolo di "paggio" e si dedicavano alle cure dei signori del castello. Venivano addestrati precocemente alla caccia con cacciatori e falconieri, e studiavano con accademici, sacerdoti o cappellani. Diventavano poi assistenti di cavalieri più anziani in battaglia, portando e pulendo armature, occupandosi dei cavalli e imballando il bagaglio. Accompagnavano i cavalieri nelle spedizioni, anche in terre straniere. I più anziani venivano istruiti dai cavalieri nella scherma, attività equestri, cavalleria, guerra e combattimento (ma usando spade e lance di legno).

#### Scudiero
Al raggiungimento dei 14 anni, si diveniva scudiero. In una cerimonia religiosa, il nuovo scudiero giurava su una spada consacrata da un vescovo o da un prete ed eseguiva i compiti assegnatigli nella casa del suo signore. Durante questo periodo gli scudieri continuavano a prepararsi al combattimento e venivano autorizzati a possedere armature (piuttosto che prenderle in prestito).

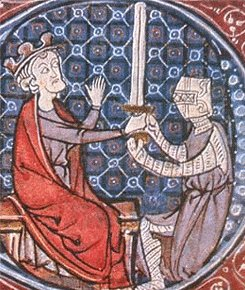
Davide I di Scozia investe uno scudiero del titolo di cavaliere.

Gli scudieri erano tenuti a padroneggiare i “sette elementi di agilità”: cavalcare, nuotare e immergersi, usare diversi tipi di armi, arrampicarsi, partecipare a tornei, praticare la lotta, la scherma, il salto in lungo e la danza, prerequisiti per ottenere il cavalierato. Tutto ciò doveva essere fatto indossando l'armatura.
Al raggiungimento dei 20 anni, si poteva diventare un cavaliere.

### Cerimonia di investitura
La cerimonia di investitura a cavaliere si svolgeva di solito durante una delle grandi feste o festività, come Natale o Pasqua, e talvolta al matrimonio di un nobile o di un re. La cerimonia di investitura di solito comportava un bagno rituale alla vigilia della cerimonia e una veglia di preghiera durante la notte. Il giorno della cerimonia, l'aspirante cavaliere avrebbe espresso un giuramento e il maestro della cerimonia avrebbe toccato sulle spalle con una spada il nuovo cavaliere. Anche agli scudieri, e persino ai soldati, poteva essere conferito in anticipo il cavalierato se mostravano valore ed efficienza nel loro servizio; tali atti potevano includere partecipare a un'importante missione, o proteggere un alto diplomatico o un parente del monarca in battaglia.

### Codice di cavalleria

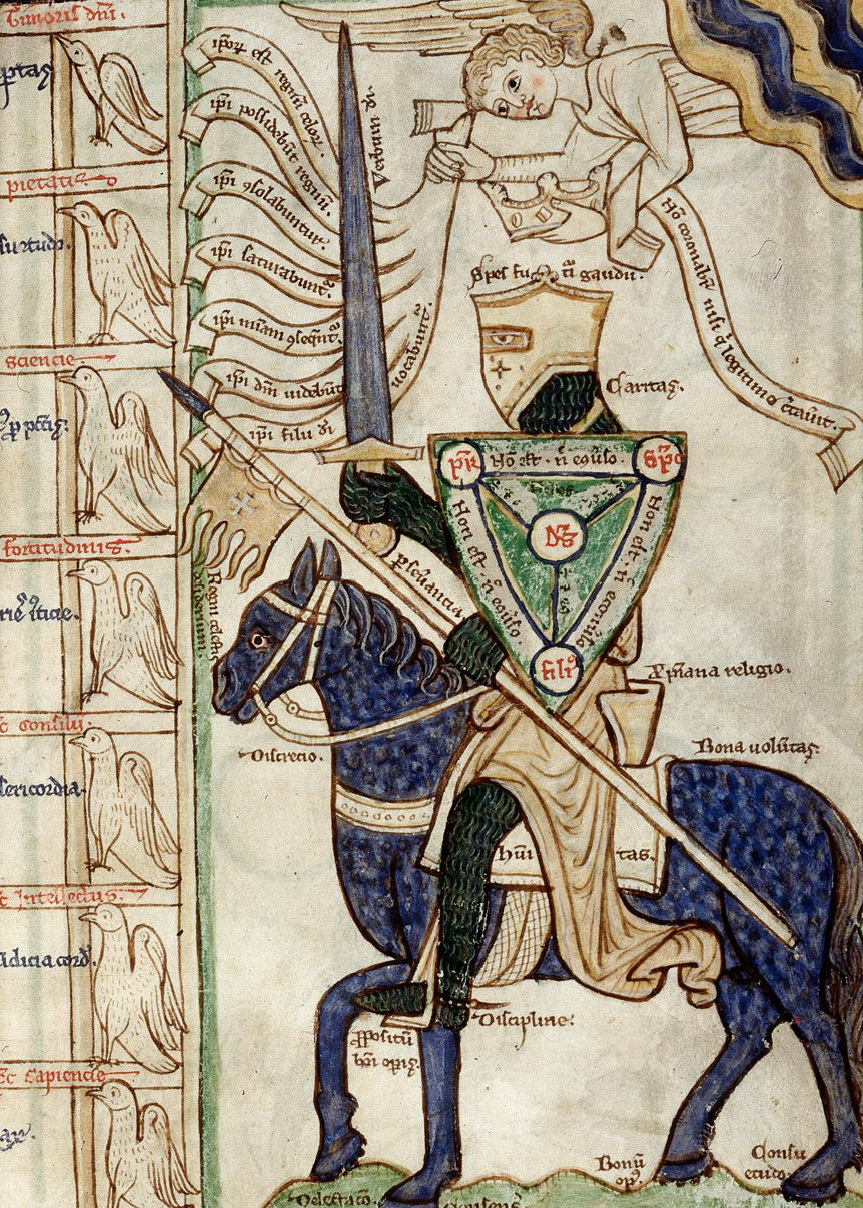
Il miles Christianus allegoria (metà del XIII secolo), di un cavaliere armato di virtù di fronte al vizio in combattimento mortale. Le parti della sua armatura sono identificate con le virtù cristiane, correlando così l'equipaggiamento militare essenziale con i valori religiosi della cavalleria:
L'elmo è spes futuri gaudii (speranza di future benedizioni), lo scudo (qui lo scudo della Trinità) fides (fede), l'armatura caritas (carità), la lancia perseverantia (perseveranza), la spada verbum Dei (parola di Dio), la bandiera regni celestis desiderium (desiderio del regno del cielo), il cavallo bona voluntas (buona volontà), la sella Christiana religio (religione cristiana), la gualdrappa humilitas (umiltà), le briglie discretio (discrezione), gli speroni disciplina (disciplina), le staffe propositum boni operis (propositi di opere buone), e i quattro zoccoli del cavallo delectatio, consensus, bonum opus, consuetudo (gioia, consenso, buon lavoro ed esercizio).

Dai cavalieri ci si aspettava soprattutto che combattessero con coraggio e mostrassero professionalità e cortesia militare. Quando i cavalieri venivano presi come prigionieri di guerra, venivano solitamente tenuti in ostaggio in un ambiente alquanto confortevole. Questo stesso standard di condotta non si applicava ai non-cavalieri (arcieri, contadini, fanti, ecc.) che venivano spesso massacrati dopo la cattura e che erano visti durante la battaglia come meri impedimenti ai cavalieri che si dirigevano verso altri cavalieri per combatterli.
La cavalleria si sviluppò come uno standard precoce di etica professionale per cavalieri, che erano proprietari di cavalli, relativamente ricchi e si pensava che avrebbero fornito servizi militari in cambio di proprietà fondiaria. Le prime nozioni di cavalleria implicavano lealtà e omaggio verso il proprio signore e coraggio in battaglia, simili ai valori dell'era eroica germanica. Durante il Medioevo, questa si trasformò, da semplice professionalità militare, in un codice sociale che includeva i valori di gentilezza e nobiltà. Nella Chanson de Roland (c. 1100), Orlando è descritto come il cavaliere ideale, che dimostra lealtà incrollabile, abilità militare e amicizia sociale. Nell'opera di Wolfram von Eschenbach, Parzival (1205), la cavalleria era diventata una miscela di doveri religiosi, amore e servizio militare. Il libro della cavalleria di Raimondo Lullo (1275) dimostra che alla fine del XIII secolo, la cavalleria comportava una serie di compiti molto specifici, tra cui cavalcare in battaglia, partecipare a giostre, frequentare tornei, partecipare alla Tavola Rotonda e cacciare, aspirando alle più eteree virtù di "fede, speranza, carità, giustizia, forza, moderazione e lealtà".
I cavalieri del basso medioevo erano attesi dalla società a mantenere tutte queste abilità e molte altre, come delineato da Baldassarre Castiglione, ne Il Cortegiano, sebbene il protagonista del libro, Conte Ludovico, affermava che "la prima e vera professione" dell'ideale di cortigiano "deve essere quella delle armi". Cavalleria, derivava dalla parola francese chevalier (cavaliere), e simultaneamente denotava abilità di cavalleria e servizio militare, e queste rimasero le principali occupazioni del cavalierato per tutto il Medioevo.
La cavalleria e la religione furono influenzate reciprocamente durante il periodo delle crociate. Le prime crociate contribuirono a chiarire il codice morale della cavalleria in relazione alla religione. Di conseguenza, gli eserciti cristiani iniziarono a dedicare i loro sforzi a scopi sacri. Col passare del tempo, il clero istituì i voti religiosi che richiedevano ai cavalieri di usare le loro armi principalmente per la protezione dei deboli e degli indifesi, in particolare delle donne e degli orfani e della chiesa.

### Tornei

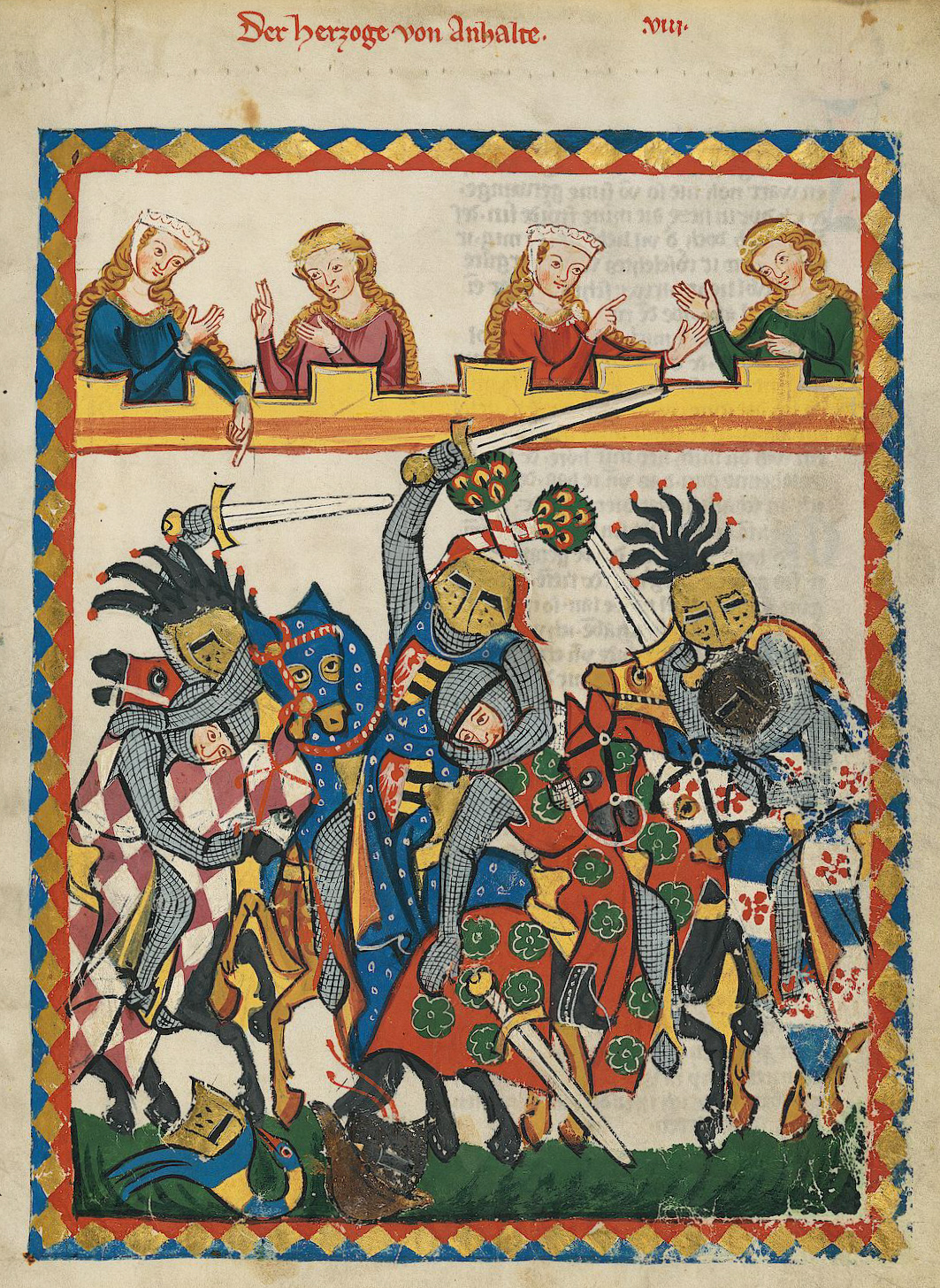
Torneo medievale da Codex Manesse, raffigurante la mischia

In tempo di pace, i cavalieri spesso dimostravano le loro abilità marziali nei tornei, che di solito si svolgevano sul terreno antistante un castello. I cavalieri potevano sfilare, con la loro armatura e lo stendardo, su tutto il campo durante l'inizio del torneo. I tornei medievali erano costituiti da sport marziali chiamati "hastilude", e non erano solo uno dei principali spettacoli, ma anche una vera simulazione di combattimento. Di solito finivano con molti cavalieri feriti o addirittura uccisi. Una delle gare era una battaglia libera contro tutti chiamata "melee", in cui grandi gruppi di cavalieri, che contavano anche centinaia di armati, si radunavano e combattevano l'un l'altro, e l'ultimo cavaliere rimasto in piedi veniva dichiarato il vincitore. Il concorso più popolare e romantico per i cavalieri era la giostra. In questa competizione, due cavalieri si caricavano a vicenda con lance di legno smussate nel tentativo di rompere la lancia sulla testa o sul corpo dell'avversario o di disarcionarli. Il perdente in questi tornei doveva consegnare la sua armatura e il cavallo al vincitore. L'ultimo giorno era pieno di feste, balli e alcuni menestrelli cantavano le loro canzoni.
Oltre ai tornei formali, c'erano anche, non formalizzati, dei duelli giudiziari fatti da cavalieri e scudieri per porre fine a varie dispute. In paesi come Germania, Gran Bretagna e Irlanda veniva praticata questa tradizione. Il combattimento giudiziario era di due forme nella società medievale, la prodezza delle armi e il combattimento cavalleresco. La prodezza delle armi era fatta per risolvere le ostilità tra due grandi gruppi e sotto la supervisione di un giudice. Il combattimento cavalleresco era combattuto quando l'onore di una delle parti era stato violato e il conflitto non poteva essere risolto in tribunale. Le armi erano standardizzate e dovevano essere dello stesso calibro. Il duello durava fino a quando l'altra parte diventava troppo debole per contrattaccare e nei primi tempi la parte sconfitta veniva successivamente giustiziata. Esempi di questi duelli brutali furono il combattimento giudiziario conosciuto come il Combattimento dei Trenta nel 1351 e il Duello di Dio combattuto da Jean de Carrouges nel 1386. Un duello molto più cavalleresco, che divenne popolare nel tardo Medioevo, fu il "[pas d'armes]" o "passaggio di armi". In questo "hastilude", un cavaliere o un gruppo di cavalieri reclamavano un ponte, una corsia o una porta della città, e sfidavano altri cavalieri che passavano a combattere o ad essere disonorati. Se una signora passava senza scorta, si lasciava cadere un guanto o una sciarpa, perché potesse essere raccolta e restituita da un futuro cavaliere che passava da quelle parti.

### Araldica
Uno dei più grandi segni distintivi della classe cavalleresca era lo sventolio di bandiere colorate, per mostrare potere e distinguere i cavalieri in battaglia e nei tornei. I cavalieri erano generalmente armigerous (con uno stemma), e in effetti questi svolsero un ruolo essenziale nello sviluppo dell'araldica. Poiché l'armatura più pesante, compresi gli scudi ingranditi e gli elmi chiusi, si sviluppò nel Medioevo, nacque la necessità di avere segni di identificazione, e con scudi colorati e surcotte nacque lo stemma.  L'armoriale fu creato per registrare i cavalieri di varie regioni o coloro che partecipavano a vari tornei medievali.

## Tipologie di cavalierato

### Ordini cavallereschi

#### Ordini militari
- Sovrano militare ordine di Malta, fondato durante la Prima crociata, 1099
- Ordine equestre del Santo Sepolcro di Gerusalemme, anch'esso fondato durante la Prima crociata nel 1099
- Ordine di San Lazzaro fondato intorno al 1100
- Cavalieri templari, fondato nel 1118 e sciolto nel 1307
- Ordine teutonico, fondato intorno al 1190,governò lo Stato monastico dei Cavalieri Teutonici in Prussia fino al 1525

Altri ordini vennero fondati nella penisola iberica, sotto l'influenza degli ordini in Terra santa e il movimento crociato della Reconquista:
- Ordine militare di San Benedetto d'Avis, fondato ad Avis nel 1143
- Ordine militare di Alcántara, fondato ad Alcántara nel 1156
- Ordine militare di Calatrava, fondato a Calatrava nel 1158
- Ordine di Santiago, fondato a Santiago di Compostela nel 1164.

#### Ordini onorifici

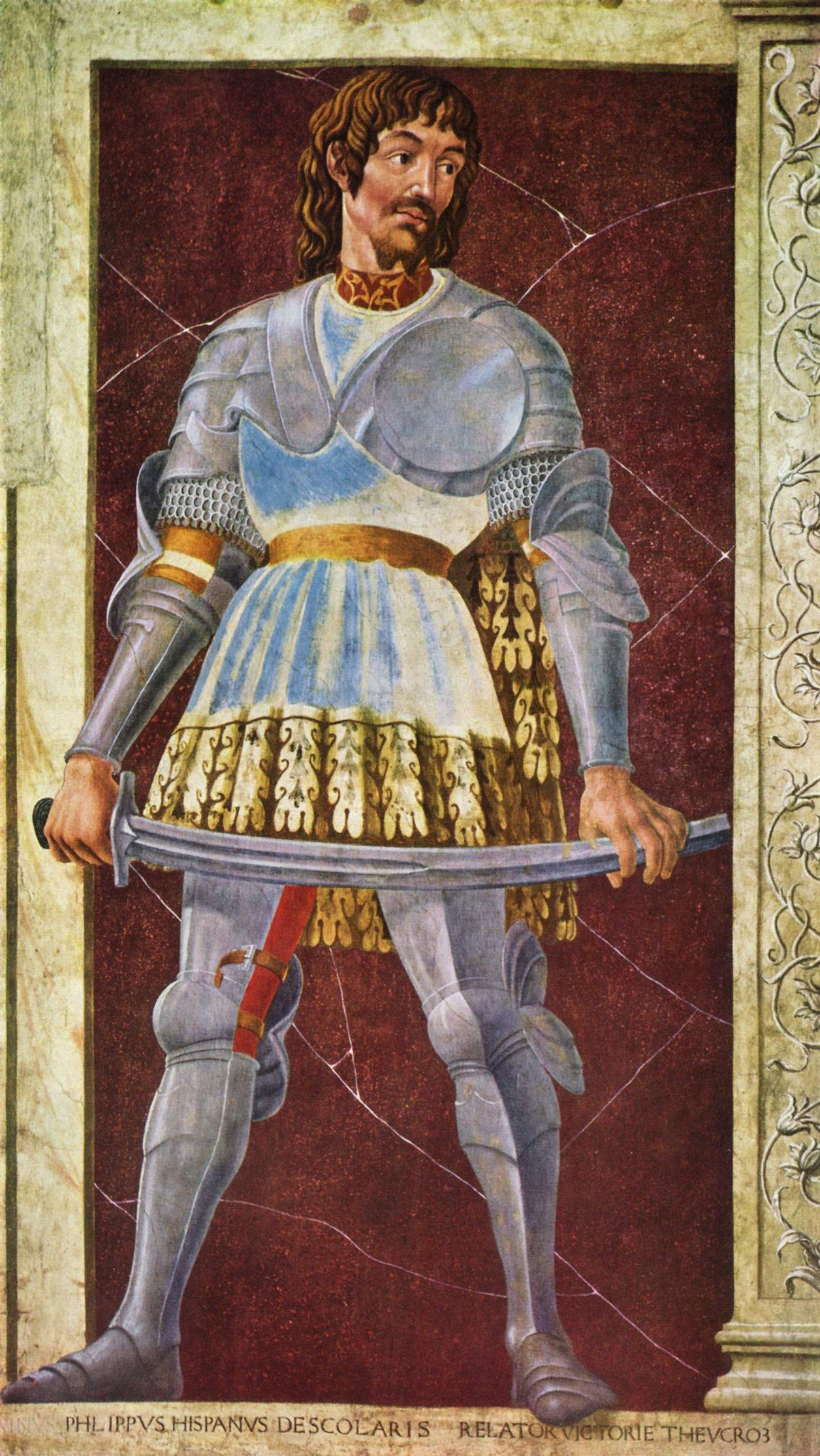
Filippo Buondelmonti degli Scolari, membro dell'Ordine del Drago

Dopo le crociate, gli ordini militari divennero idealizzati e romanticizzati, dando come risultato la nozione tardo medievale di cavalleria, come riflesso nei romanzi arturiani dell'epoca. La creazione di ordini cavallereschi era di moda tra la nobiltà nei secoli XIV e XV, e ciò si riflette ancora nei sistemi di onorificenze contemporanee, incluso il termine " ordine" stesso. Esempi di ordini notevoli di cavalleria sono:
- Ordine di San Giorgio, fondato da Carlo I d'Ungheria nel 1325/1326
- Ordine supremo della Santissima Annunziata, fondato dal conte Amedeo VI di Savoia nel 1346
- Ordine della Giarrettiera, fondato da Edoardo III d'Inghilterra intorno al 1348
- Ordine del Drago, fondato da re Sigismondo di Lussemburgo nel 1408
- Ordine del Toson d'oro, fondato da Filippo III di Borgogna nel 1430
- Ordine di San Michele, fondato da Luigi XI di Francia nel 1469
- Ordine del Cardo, fondato da re Giacomo VII di Scozia (noto anche come Giacomo II d'Inghilterra) nel 1687
- Ordine dell'Elefante, fondato per la prima volta da Cristiano I di Danimarca, ma poi nell'attuale forma da Cristiano V di Danimarca nel 1693
- Ordine del Bagno, fondato da Giorgio I di Gran Bretagna nel 1725

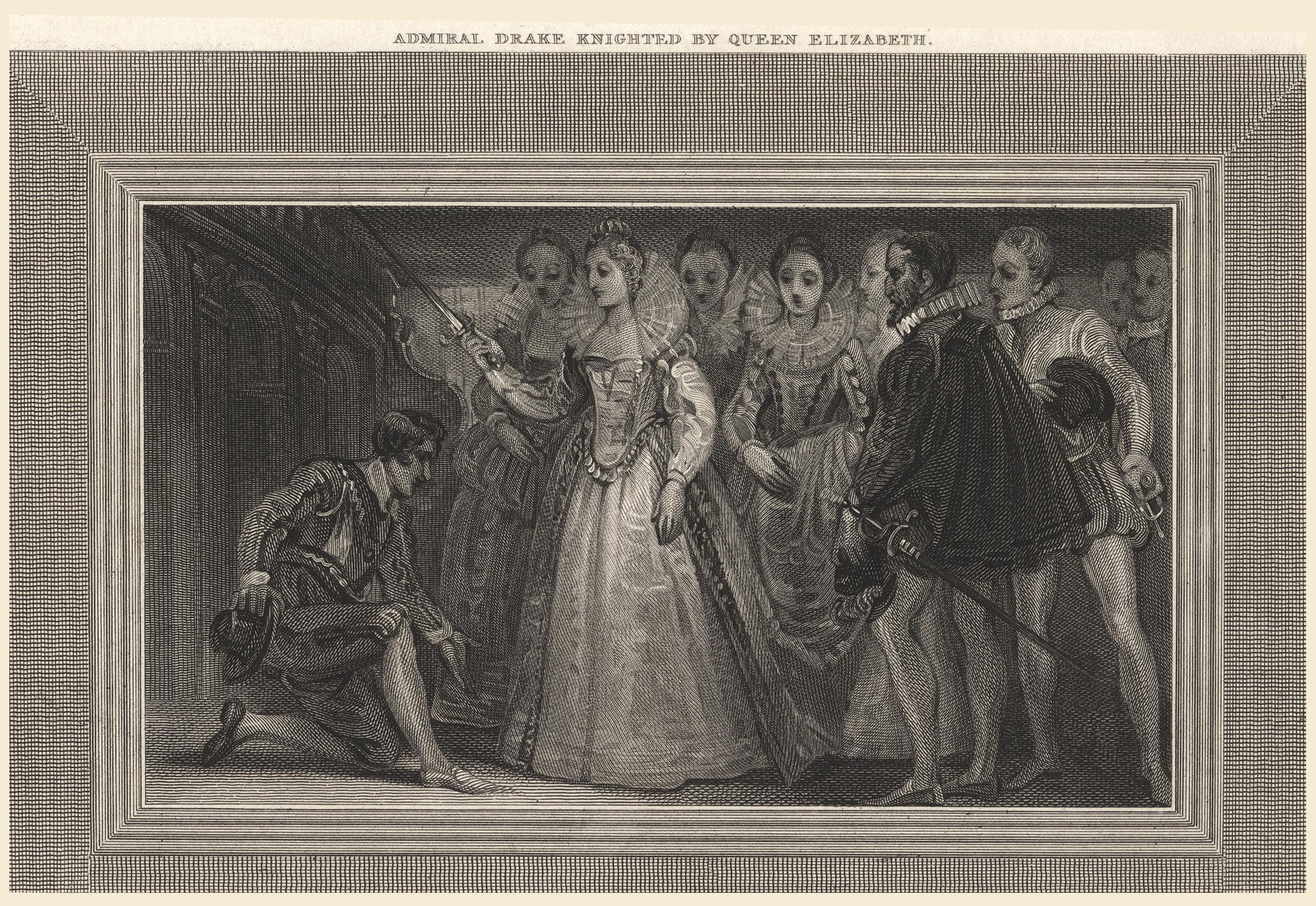
Francis Drake (a sinistra) fatto cavaliere dalla regina Elisabetta I nel 1581. Il destinatario viene toccato su ogni spalla con una spada.

A partire dal 1560 circa, furono istituiti ordini puramente onorifici, come modo per conferire prestigio e distinzione, estranei al servizio militare e alla cavalleria in senso stretto. Tali ordini furono particolarmente apprezzati nei secoli XVII e XVIII e il cavalierato continua ad essere conferito in vari paesi:
- Regno Unito (vedi Onorificenze britanniche) e alcuni paesi del Commonwealth delle nazioni come la Nuova Zelanda;
- Alcuni paesi europei come, Paesi Bassi, Belgio e Spagna tra gli altri (vedi sotto).
- La Santa Sede — vedi Onorificenze pontificie.

Vi sono altre monarchie ed anche repubbliche che seguono questa pratica. I cavalierati moderni sono generalmente riconosciuti per i servizi resi alla società, che non sono necessariamente di natura marziale. Il musicista britannico Elton John, ad esempio, è un Knight Bachelor, quindi con il titolo di Sir Elton. L'equivalente femminile è una Dame, per esempio Dame Julie Andrews.
Nel Regno Unito, il cavalierato onorifico può essere riconosciuto in due modi diversi:
Il primo è l'appartenenza a uno dei "puri" ordini cavallereschi come l'Ordine della Giarrettiera, l'Ordine del Cardo e il dormiente Ordine di San Patrizio, in cui tutti i membri sono cavalieri. Inoltre, molti ordini di merito inglesi, vale a dire Ordine del Bagno, Ordine di San Michele e San Giorgio, Ordine reale vittoriano e Ordine dell'Impero Britannico fanno parte delle onorificenze britanniche, e il premio dei loro ranghi più alti (Cavaliere/Dame Comandante e Cavaliere/Dame di Gran Croce), viene insieme ad un cavalierato onorifico, facendoli un incrocio tra gli ordini di cavalleria e gli ordini di merito. Al contrario, l'appartenenza ad altri ordini di merito britannici, come il Distinguished Service Order, Order of Merit e Ordine dei Compagni d'Onore non conferisce un cavalierato.
Il secondo viene concesso al cavaliere onorifico dal sovrano britannico senza l'appartenenza a un ordine, il destinatario viene chiamato Knight Bachelor.
Nel sistema delle onorificenze britanniche di tipo cavalleresco il titolo Sir è accompagnato dal nome proprio, e occasionalmente dal cognome. Così, Elton John può essere chiamato Sir Elton o Sir Elton John, ma mai Sir John. Similarmente, l'attrice Judi Dench DBE può essere indirizzata come Dame Judi o Dame Judi Dench, ma mai Dame Dench.
Le mogli dei cavalieri, tuttavia, hanno diritto al titolo di Lady onorario prima del cognome del marito. Così l'ex moglie di Sir Paul McCartney fu formalmente designata Lady McCartney (piuttosto che Lady Paul McCartney o Lady Heather McCartney). Lo stile Dame Heather McCartney potrebbe essere usato per la moglie di un cavaliere, tuttavia è in gran parte arcaico ed è usato solo nei documenti più formali, o in cui la moglie è una dama a sé stante (come Dame Norma Major, che ottenne il titolo sei anni prima che suo marito, Sir John Major, fosse nominato cavaliere). I mariti delle Dame non hanno un pre-nominale onorifico, quindi il marito di Dame Norma rimase John Major fino a quando non ricevette il proprio cavalierato.

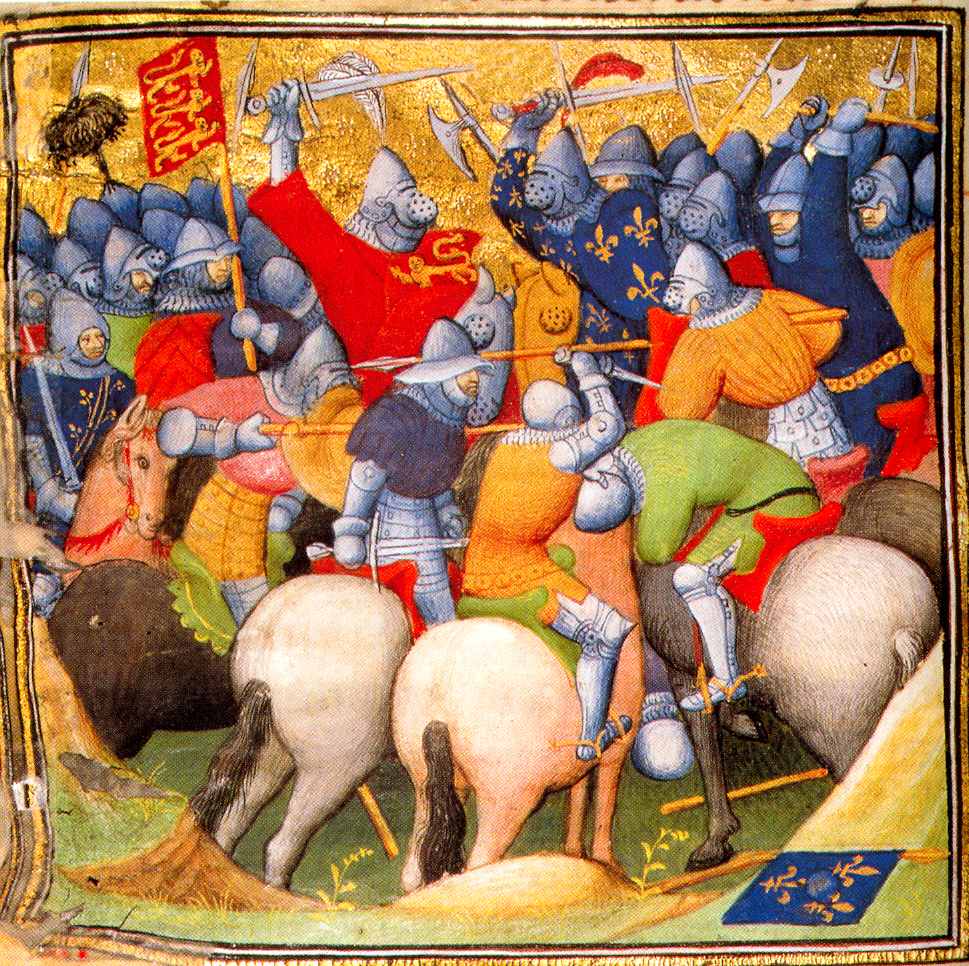
Gli inglesi si battono con i cavalieri francesi alla Battaglia di Crécy nel 1346

Dal regno di Edoardo VII un ministro del clero anglicano, nella Chiesa d'Inghilterra, di solito non riceveva un riconoscimento a un grado di cavalierato. Riceveva le insegne del suo onore e poteva mettere le lettere appropriate dopo il suo nome o titolo, ma non poteva essere chiamato Sir e sua moglie Lady. Questa usanza non è stata osservata in Australia e Nuova Zelanda, dove i sacerdoti anglicani cavalieri usano abitualmente il titolo "Sir". I ministri del clero di altre Chiese cristiane hanno il diritto di ricevere il riconoscimento. Ad esempio, Sir Norman Cardinale Gilroy ha ricevuto il riconoscimento per la sua nomina all'Ordine dell'Impero Britannico nel 1969. Un cavaliere che è successivamente ordinato non perde il suo titolo. Un famoso esempio di questa situazione fu Derek Pattinson, che fu ordinato solo un anno dopo essere stato nominato Knight Bachelor, apparentemente in qualche modo con costernazione dei funzionari di Buckingham Palace. Una donna che abbia avuto gli ordini sacri può essere nominata dame esattamente allo stesso modo di qualsiasi altra donna poiché non ci sono connotazioni militari legate all'onore. Chi abbia avuto gli ordini sacri ed è un baronetto ha il diritto di usare il titolo Sir.

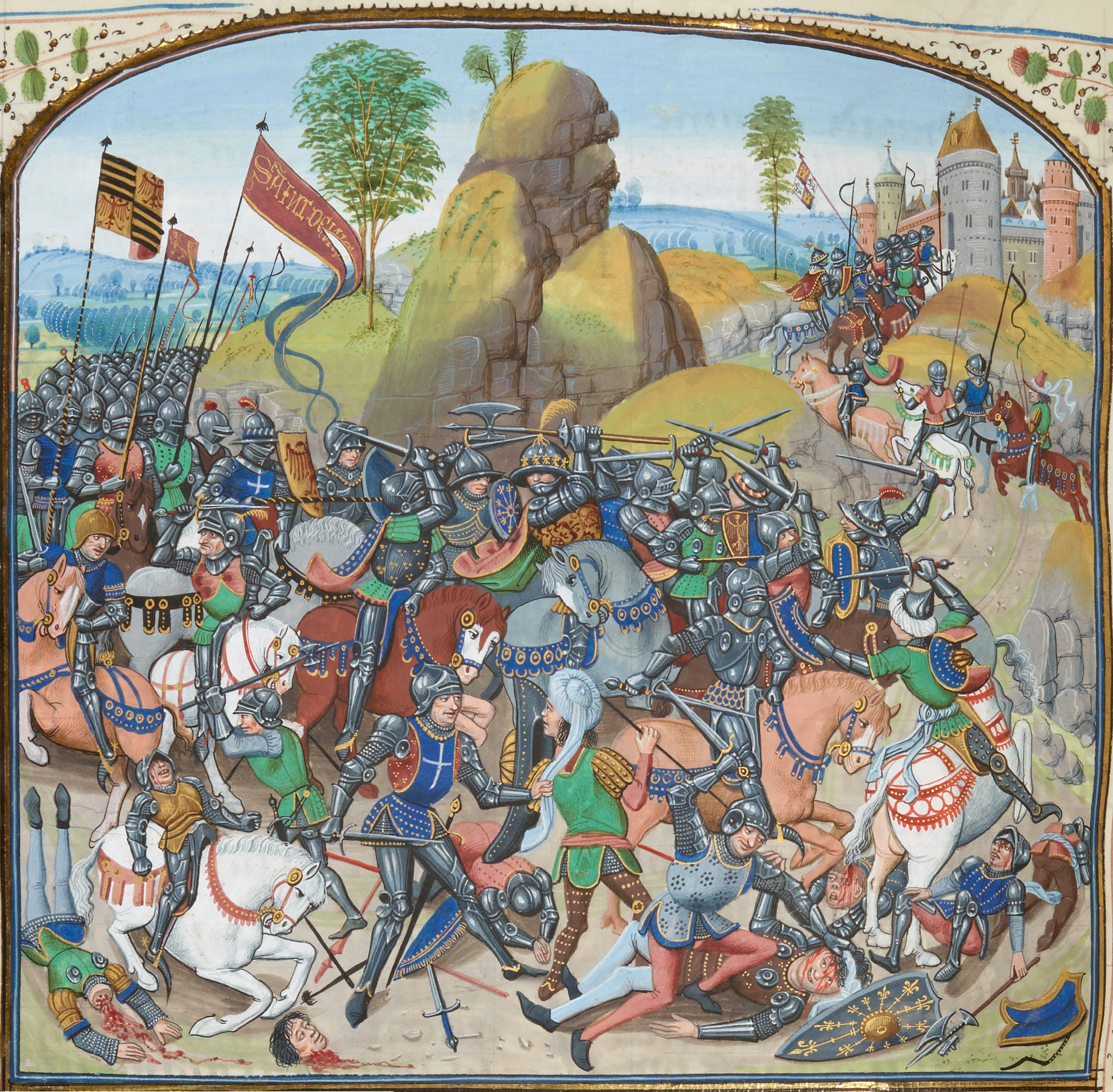
Miniatura di Jean Froissart Chronicles della Battaglia di Montiel (guerra civile castigliana, nella guerra dei cent'anni)

I cavalierati di Stato nei Paesi Bassi sono di tre ordini, Ordine militare di Guglielmo, Ordine del Leone dei Paesi Bassi e Ordine di Orange-Nassau. Inoltre rimangono alcuni cavalieri ereditari.
In Belgio, i cavalierati onorifici (non ereditari) possono essere conferiti dal re a persone particolarmente meritevoli come scienziati o eminenti uomini d'affari, o per esempio all'astronauta Frank De Winne, il secondo belga andato nello spazio. Questa pratica è simile al conferimento della dignità di Knight Bachelor nel Regno Unito. Inoltre, ci sono ancora un certo numero di cavalieri ereditari in Belgio (vedi sotto).
In Francia e Belgio, uno dei ranghi conferiti ad alcuni ordini d'onore, come la Legion d'onore, l'Ordine nazionale al merito, l'Ordine delle Palme accademiche e l'Ordine delle arti e delle lettere in Francia, e l'Ordine di Leopoldo, l'Ordine della Corona e Ordine di Leopoldo II in Belgio, è quello di Chevalier (in francese) o Ridder (in olandese), che significano cavaliere.
Nella Confederazione polacco-lituana i monarchi cercarono di stabilire ordini cavallereschi ma i signori ereditari che controllavano la Confederazione non erano d'accordo e riuscirono a vietare tali riconoscimenti. Temevano che il Re avrebbe usato gli Ordini per ottenere il sostegno per gli obiettivi assolutisti e per fare distinzioni formali tra il peerage che avrebbe potuto portare alla sua separazione legale in due classi separate, e che il Re avrebbe in seguito giocato l'una contro l'altra e, alla fine, limitare i privilegi legali della nobiltà ereditaria. Ma alla fine, nel 1705, il re Augusto II riuscì a creare l'Ordine dell'Aquila Bianca che rimane l'ordine più prestigioso della Polonia di quel tipo. Il capo di stato (ora il Presidente come Gran Maestro) conferisce i cavalierati dell'Ordine a illustri cittadini, monarchi stranieri e altri capi di stato. L'Ordine ha il suo Capitolo. Non c'erano particolari onorificenze che avrebbero accompagnato il nome di un cavaliere poiché storicamente tutti (o almeno di gran lunga la maggior parte) dei suoi membri erano comunque reali o signori ereditari. Quindi oggi un cavaliere viene semplicemente chiamato "Nome Cognome, cavaliere dell'Aquila Bianca".

### Ereditarietà del cavalierato

#### Europa continentale
Nell'Europa continentale sono esistiti o esistono diversi sistemi di cavalierato ereditario. Ridder è il termine olandese per "cavaliere", ed è un titolo nobiliare ereditario nel Paesi Bassi. È il titolo più basso all'interno del sistema di nobiltà e si colloca al di sotto di "Barone" ma sopra Jonkheer (quest'ultimo non è un titolo, ma un onorifico olandese che mostra che qualcuno non ha alcun titolo di nobiltà). Il termine collettivo per i suoi titolari in una certa località è il Ridderschap (ad esempio Ridderschap van Holland, Ridderschap van Friesland, ecc.). Nei Paesi Bassi non esiste alcun equivalente femminile. Prima del 1814, la storia della nobiltà era separata per ciascuna delle undici province che componevano il Regno dei Paesi Bassi. In ognuna di queste, c'erano nell'alto Medioevo un certo numero di signori feudali che spesso erano altrettanto potenti, e talvolta anche più dei sovrani stessi. Nei tempi antichi, nessun altro titolo esisteva ma solo quello di cavaliere. Nei Paesi Bassi esistono ancora 10 famiglie di cavalieri, un numero che diminuisce costantemente perché in quel paese la nobilitazione o l'incorporazione nella nobiltà non è più possibile.

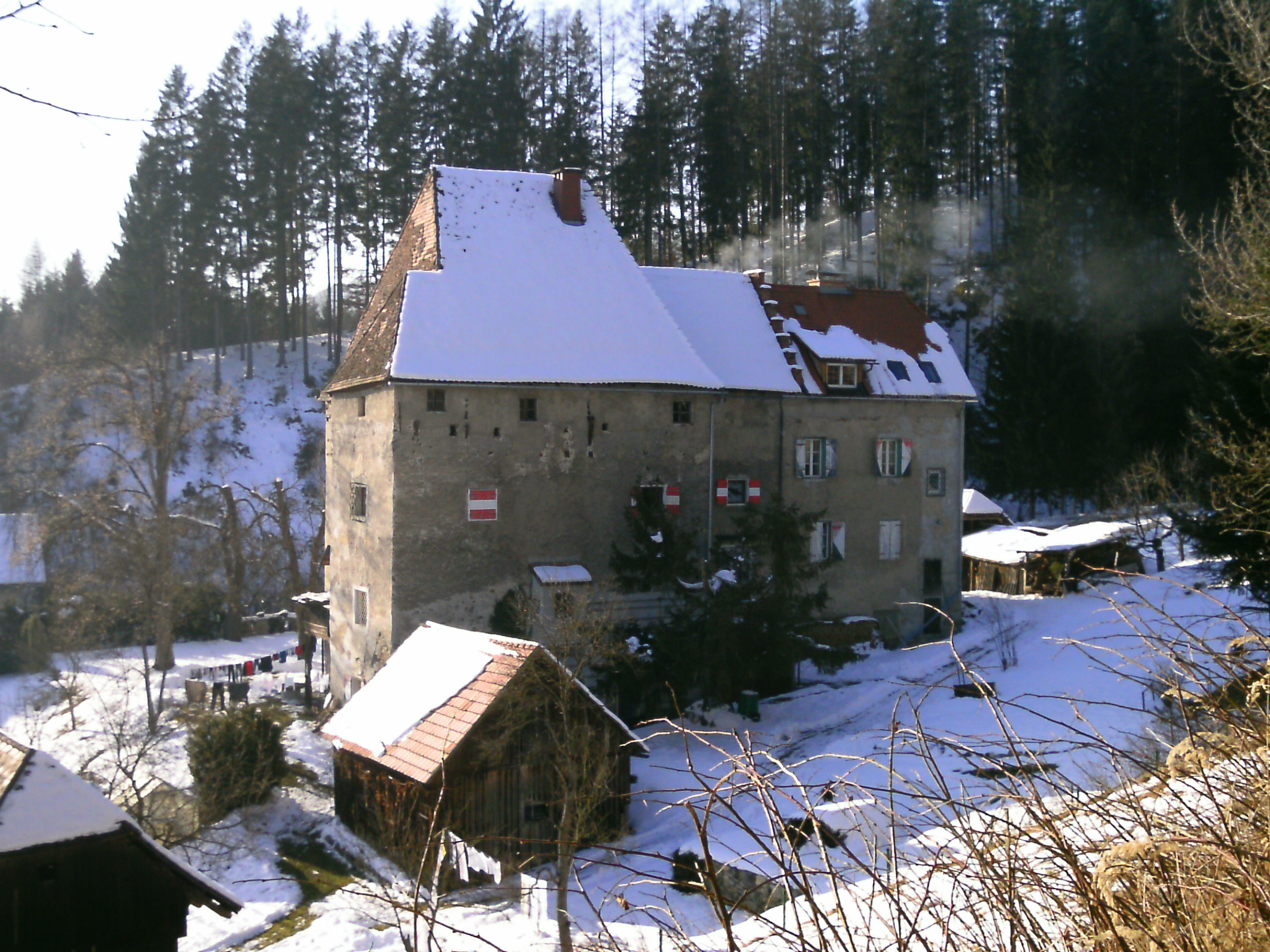
Casa fortificata – sede familiare di un cavaliere (Schloss Hart di Harter Graben vicino Kindberg, Austria)

Altrettanto Ridder, in olandese per "cavaliere", o l'equivalente in francese Chevalier è un titolo nobiliare ereditario in Belgio. Si tratta del secondo titolo più basso sopra Jonkheer/Écuyer o Jonkheer/Jonkvrouw e sotto Barone. Come nei Paesi Bassi non esiste un equivalente femminile. Il Belgio ha ancora 232 famiglie di cavalieri.
L'equivalente di cavaliere in Germania e Austria (titolo ereditario) è Ritter. Questa designazione è usata come titolo di nobiltà in tutte le aree di lingua tedesca. Tradizionalmente denota il secondo rango più basso all'interno della nobiltà, sopra Edler (nobile) e sotto Freiherr (barone). Per la sua storica associazione con la guerra e landed gentry nel Medioevo, può essere considerato approssimativamente equivalente ai titoli di "cavaliere" o "baronetto".
Nel Regno di Spagna, la Casa reale spagnola concede il titolo di cavalierato al successore al trono. Questo titolo noto come Ordine del Toson d'oro è tra i più prestigiosi ed esclusivi ordini cavallereschi. Può essere insignito soltanto a personaggi non appartenenti alla corona spagnola, come l'attuale Imperatore del Giappone Akihito, l'attuale re del Regno Unito Carlo III e l'importante uomo politico democratico spagnolo Adolfo Suárez, tra gli altri.
La Real Casa del Portogallo conferiva storicamente cavalierati ereditari ai titolari dei gradi più alti degli Ordini reali. Oggi, il capo della Real Casa del Portogallo, Sua Santità Duarte Pio, duca di Braganza conferisce cavalieri ereditari per straordinari atti di sacrificio e servizio alla Casa Reale. Ci sono pochissimi cavalieri ereditari e hanno il diritto di indossare una stella sul petto con la cresta della casa di Braganza.
In Francia, il cavalierato ereditario esisteva in regioni precedentemente sotto il controllo del Sacro Romano Impero. Una famiglia nobilitata con quel titolo è la casa di Hauteclocque (con brevetti di lettere del 1752), anche se i suoi membri più recenti usavano il titolo pontificio di conte.
Anche Italia e la Polonia avevano il cavalierato ereditario che esisteva all'interno del sistema nobiliare.

#### Irlanda
Esistono tracce del sistema continentale del cavalierato ereditario anche in Irlanda. In particolare, tutti e tre i seguenti appartengono alla dinastia Hiberno-Normanna dei FitzGerald, creata dai Conti di Desmond, che agisce come Contea Palatina, per i suoi membri.
- Knight of Kerry o Green Knight (FitzGerald di Kerry) — l'attuale titolare è Sir Adrian FitzGerald, VI baronetto di Valencia, XXIV cavaliere di Kerry. Egli è anche un Cavaliere di Malta, ed è stato presidente della Irish Association of the Sovereign Military Order of Malta.
- Knight of Glin o Black Knight (FitzGerald di Limerick) — ora dormiente.
- White Knight (vedi Edmund Fitzgibbon) — ora dormiente.

Un'altra famiglia irlandese era quella degli O'Shaughnessy, che venne insignita del cavalierato nel 1553 sotto le leggi di Rinuncia e restituzione (stabilite da Enrico VIII d'Inghilterra). Il titolo venne abrogato nel 1697 per la loro partecipazione, dalla parte giacobita,  alla guerra willamita.

#### Baronetti britannici
Dal 1611, la Corona britannica ha assegnato un titolo ereditario sotto forma di baronettato Come ai cavalieri, ai baronetti viene attribuito il titolo di "Sir". I baronetti non sono pari del regno, e non hanno mai avuto il diritto di sedere nella Camera dei lord, quindi come i cavalieri rimangono commoner (ossia sono privi dei diritti propri della nobility cioè i Pari) secondo il sistema legale britannico che distingue i Pari dai semplici sudditi e perfino dai gentiluomini (per la legge anche i figli dei Pari stessi sono dei commoner se non hanno un titolo proprio, il termine infatti non corrisponde a plebeo e neppure a borghese, ma indica uno status di soggetto al diritto "normale", fino al 1949 i Pari potevano rivendicare un proprio tribunale e a non essere giudicati da persone che non fossero Pari, sia giudice che giuria). Tuttavia, a differenza dei cavalieri, il titolo è ereditario e il destinatario non riceve alcun riconoscimento. La posizione è quindi più paragonabile ai cavalieri ereditari negli ordini di nobiltà dell'Europa continentale, come "ritter", che ai cavalieri sotto gli ordini cavallereschi britannici. Tuttavia, a differenza degli ordini continentali, il sistema britannico del baronetto è un'invenzione moderna, progettata inizialmente per raccogliere fondi per la Corona con l'acquisto del titolo.

### Donne insignite del cavalierato

#### Inghilterra e Regno Unito
Le donne furono insignite dell'Ordine della Giarrettiera quasi dall'inizio. Complessivamente furono nominate 68 donne tra il 1358 e il 1488, comprese tutte le consorti. Sebbene molte fossero donne di sangue reale o mogli di cavalieri della Giarrettiera, alcune donne non erano né l'una né l'altra cosa. Portavano la giarrettiera sul braccio sinistro, e alcune erano mostrate sulle lapidi con questa distinzione. Dopo il 1488, non si conoscono altre concessioni a donne, anche se si dice che la Giarrettiera fu conferita alla poetessa napoletana Laura Bacio Terricina, da Re Edoardo VI. Nel 1638 fu fatta una proposta per far rivivere l'uso delle insegne per le mogli dei cavalieri nelle cerimonie, ma ciò non avvenne. Le consorti dei re britannici sono state insignite del titolo di Cavaliere della Giarrettiera dal 1901 (Alessandra di Danimarca nel 1901, Maria di Teck nel 1910 e la Regina madre nel 1937). La prima donna non reale ad avere le insegne è stata duchessa di Norfolk nel 1990, e la seconda Margaret Thatcher nel 1995 (post-nominal: LG).

#### Francia

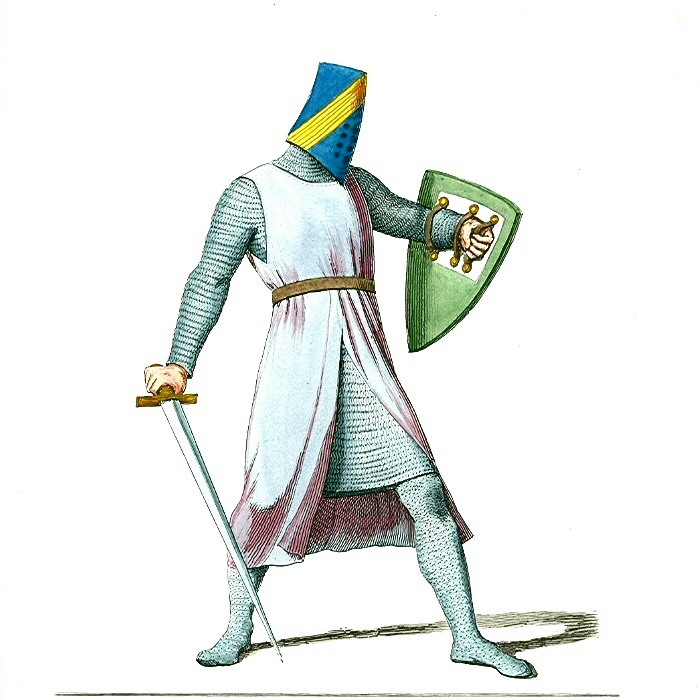
Cavaliere francese con elmo, illustrazione di Paul Mercuri in Costumes Historiques (Paris, 1860–1861)

Il francese medievale aveva due termini, chevaleresse e chevalière, che erano usati in due modi diversi: uno era per la moglie di un cavaliere, e questo uso risale al XIV secolo, l'altro era probabilmente per un cavaliere donna. Ecco una citazione di Ménestrier, uno scrittore di cavalleria del XVII secolo: "Non era sempre necessario essere la moglie di un cavaliere per ottenere questo titolo. A volte, quando alcuni feudi maschili venivano concessi per privilegi speciali alle donne, esse prendevano il titolo di chevaleresse, come si vede chiaramente a Hemricourt dove le donne che non erano mogli di cavalieri sono chiamate chevaleresses". I moderni ordini di cavalieri francesi includono donne, ad esempio la Légion d'Honneur (Legion d'onore) dalla metà del XIX secolo, ma di solito sono chiamati cavalieri. Il primo caso documentato è quello di Angélique Brûlon (1772-1859), che combatté nelle guerre rivoluzionarie, ricevette una pensione di invalidità militare nel 1798, il grado di sottotenente nel 1822 e la Legion d'onore nel 1852. Un destinatario dell'Ordre National du Mérite ha recentemente richiesto alla Chancery dell'Ordine il permesso di chiamarsi "chevalière" e la richiesta è stata concessa (AFP dispatch, 28 gennaio 2000).

#### Italia
Come risulta da Orders of Knighthood, Awards and the Holy See di H. E. Cardinale (1983), l'Ordine della Beata Gloriosa Vergine Maria venne fondato da due nobili bolognesi, Loderingo degli Andalò e Catalano di Guido, nel 1233, e approvato da Papa Alessandro IV nel 1261. Fu il primo ordine religioso di cavaliere a concedere il grado di militanza alle donne. Tuttavia, questo ordine venne soppresso da Papa Sisto V nel 1558.

#### Paesi Bassi
Su iniziativa di Catherine Baw nel 1441, e 10 anni dopo di Elisabetta, Maria e Isabella della casa di Hornes, furono fondati ordini che vennero aperti esclusivamente a donne di nobile nascita, che ricevettero il titolo francese di chevalière o quello latino di equitissa. Nel suo Glossarium (sv militissa), Du Cange notò che ancora ai suoi tempi (XVII secolo), i canonici donna del monastero canonico di Santa Gertrude a Nivelles (Brabante), dopo una prova di 3 anni, venivano nominate cavalieri (militassae) presso l'altare, da un cavaliere (maschio) chiamato a tale scopo, che dava loro il riconoscimento con una spada e pronunciava le solite parole di investitura.

#### Spagna

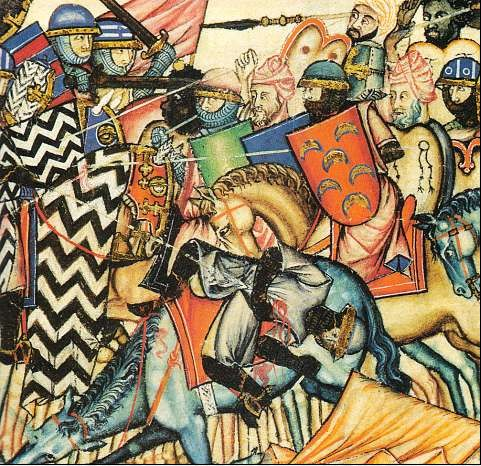
Una battaglia della Reconquista da Cantigas de Santa Maria

Per onorare quelle donne che avevano difeso Tortosa contro un attacco dei Saraceni, Raimondo Berengario IV di Barcellona, creò l'Orden de la Hacha nel 1149.

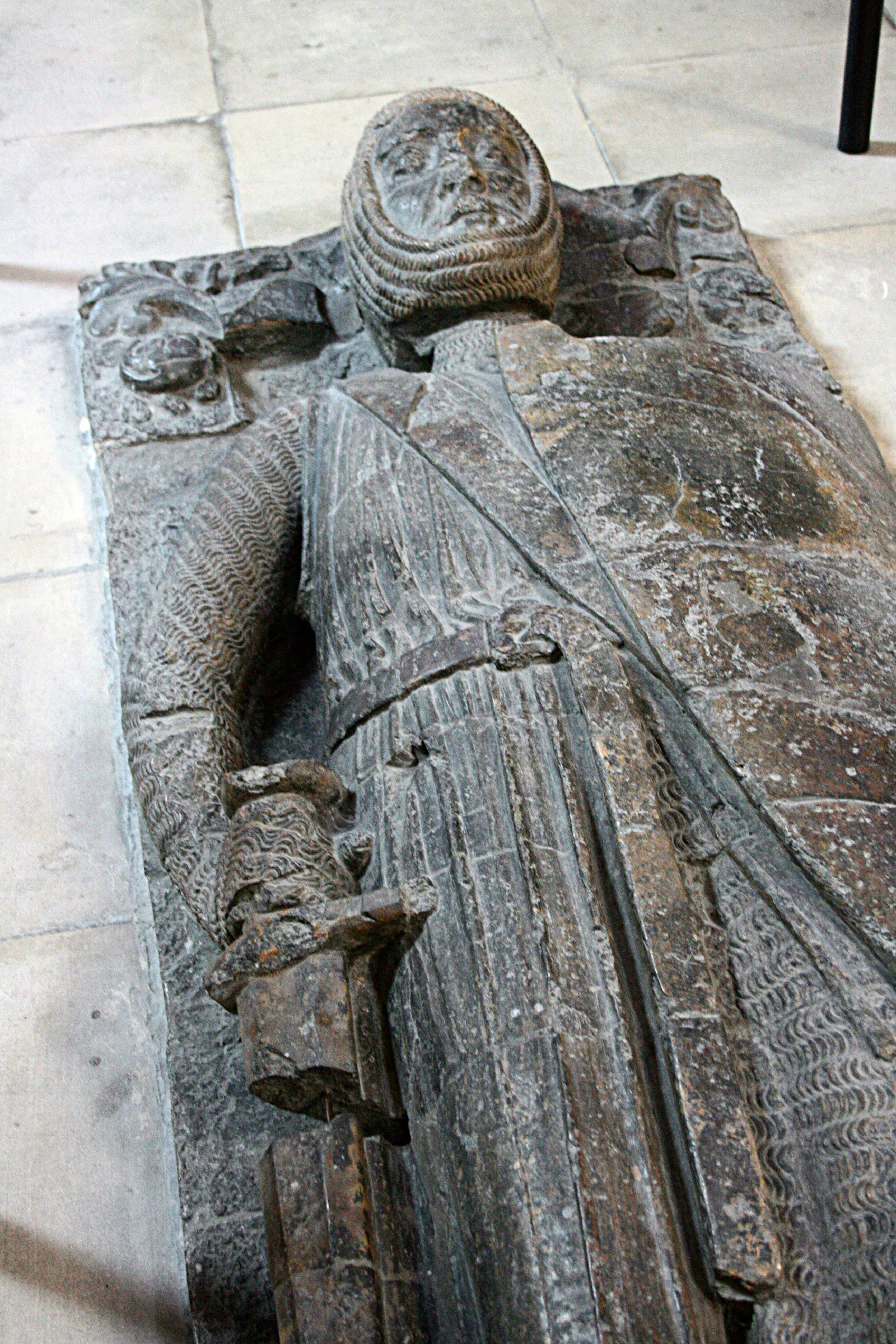
Tomba di William Marshal in Chiesa del Tempio, Londra

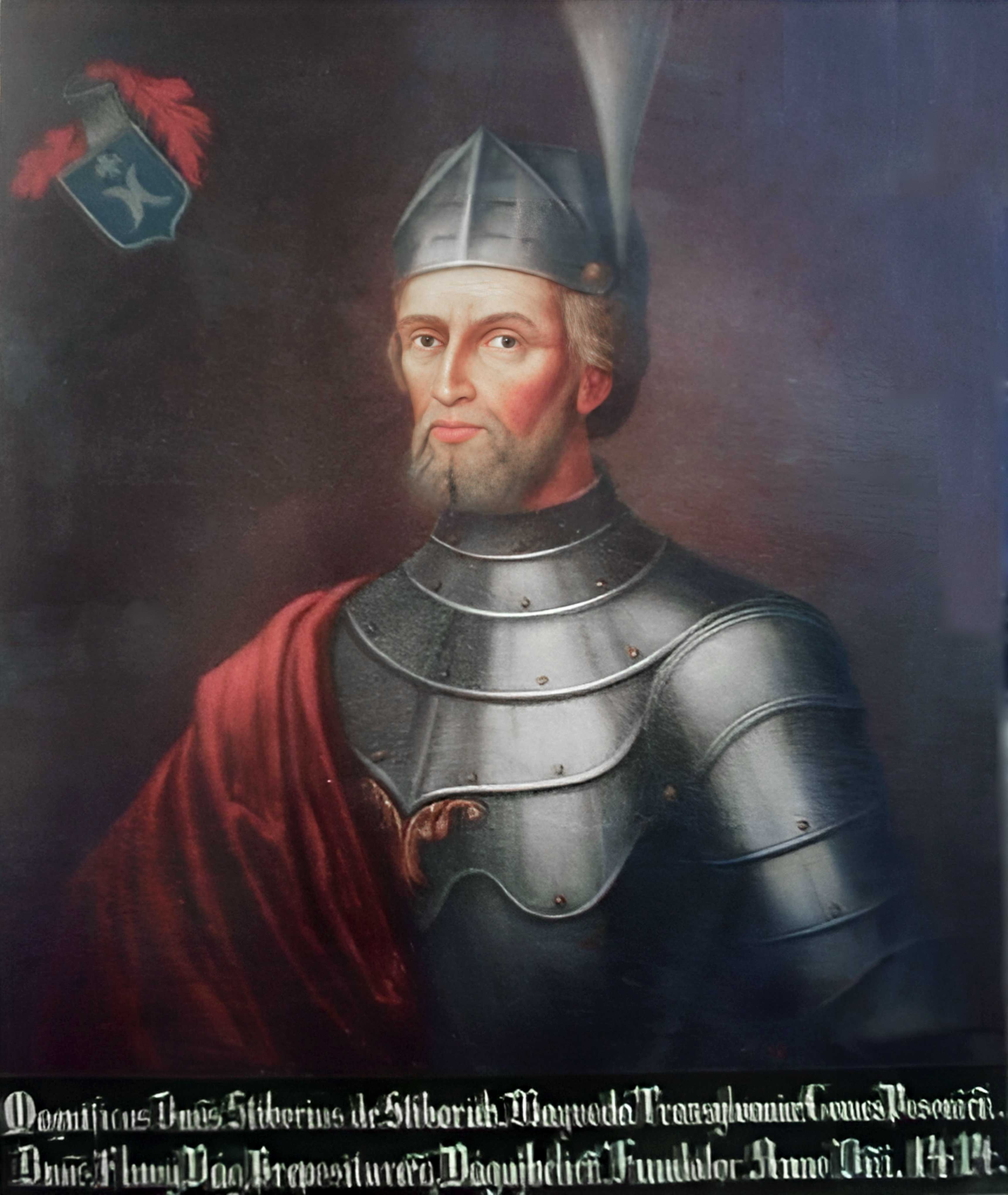
Dipinto tardo di Stibor di Stiboricz

(Elias Ashmole - The Institution, Laws, and Ceremony of the Most Noble Order of the Garter (1672), Ch. 3, sect. 3)

## Declino

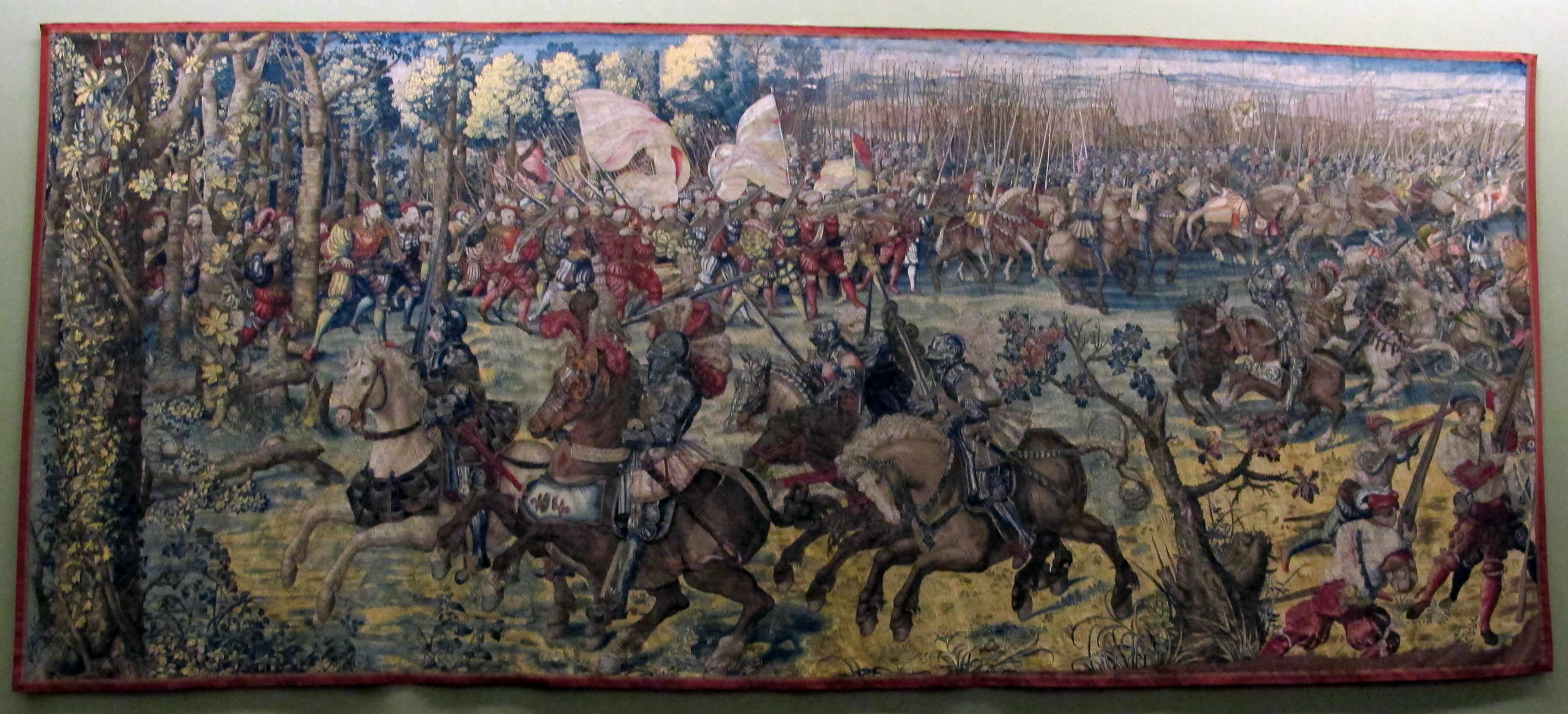
La Battaglia di Pavia, 1525. Lanzichenecchi mercenari con archibugi.

Dalla fine del XV secolo, i cavalieri stavano diventando obsoleti mentre i paesi iniziavano a creare i propri eserciti professionali che erano più veloci da addestrare, meno costosi e più facili da mobilitare. Il progresso delle armi da fuoco ad alta potenza sradicò l'uso dell'armatura a piastre, poiché il tempo impiegato per addestrare i soldati con le pistole era molto inferiore rispetto a quello del cavaliere. Anche il costo delle attrezzature era significativamente più basso, e i proiettili delle pistole avevano una ragionevole possibilità di penetrare facilmente nell'armatura di un cavaliere. Nel XIV secolo l'uso di fanti armati di picche e combattimenti in formazione ravvicinata si dimostrarono efficaci contro la cavalleria pesante, come durante la Battaglia di Nancy, quando Carlo il Temerario e la sua cavalleria corazzata furono decimati dai fanti svizzeri. Quando il sistema feudale si esaurì, i signori non videro più interesse nell'impiego dei cavalieri. Molti proprietari terrieri consideravano troppo onerosi i doveri del cavalierato e si accontentarono così dell'uso degli scudieri. I mercenari divennero quindi un'alternativa economica ai cavalieri quando sorgevano dei conflitti.
Gli eserciti del tempo iniziarono ad adottare un approccio più realistico alla guerra rispetto al codice di cavalleria legato all'onore. Ben presto, i restanti cavalieri furono assorbiti in eserciti professionistici. Sebbene avessero un rango più elevato della maggior parte dei soldati a causa del loro prezioso lignaggio, persero la loro identità distintiva che in precedenza li separava dai soldati comuni. Mentre l'età dei cavalieri si andava dissolvendo, alcuni sopravvissero ancora come ordini cavallereschi che esistettero ancora fino alla fine del Medioevo, adottando la tecnologia più recente pur mantenendo le loro antiche tradizioni cavalleresche. Esempi di ordini sacri che esistettero oltre il Medioevo furono i Cavalieri Ospitalieri e i Cavalieri teutonici.

## Letteratura cavalleresca medievale e rinascimentale

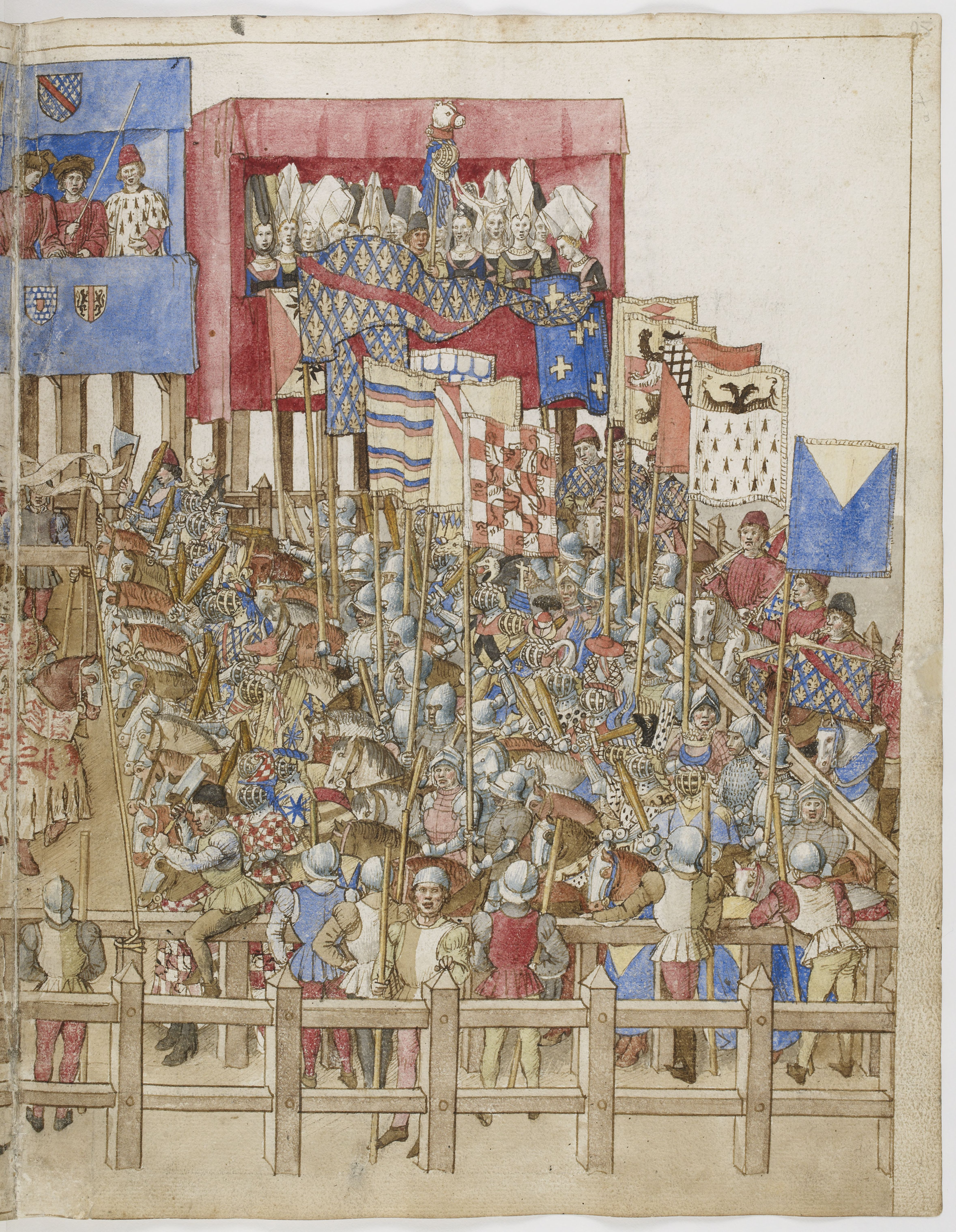
Pagina da Le Livre des tournois (BnF Ms Fr 2695)

I cavalieri e gli ideali della cavalleria erano presenti in gran parte della letteratura medievale e rinascimentale, e si assicurarono un posto permanente nella letteratura cavalleresca. I romanzi cavallereschi abbondavano, includendo anche rappresentazioni letterarie particolarmente significative del cavalierato come la Chanson de Roland, il Poema del mio Cid, l'Os Doze de Inglaterra, Il racconto del cavaliere di Geoffrey Chaucer, Il Cortegiano di Baldassarre Castiglione e Don Chisciotte della Mancia di Miguel de Cervantes, oltre a La morte di Artù di Sir Thomas Malory ed altre epopee arturiane (Historia Regum Britanniae di Goffredo di Monmouth,  Sir Gawain e il Cavaliere Verde di Gawain Poet e altri ancora).
Historia Regum Britanniae di Goffredo di Monmouth, scritta negli anni 1130, introdusse la leggenda di Re Artù, che doveva essere importante per lo sviluppo degli ideali cavallereschi nella letteratura. La morte di Artù, di Mallory, scritto nel 1485, fu importante nel definire l'ideale di cavalleria, che è essenziale per il concetto moderno del cavaliere, come un guerriero d'élite che ha giurato di sostenere i valori di fede, lealtà, coraggio e onore.
Venne creata anche letteratura didattica. Goffredo di Charny nel "Livre de chevalerie" espose l'importanza della fede cristiana in ogni area della vita di un cavaliere, pur continuando a porre l'accento sulla focalizzazione principalmente militare della cavalleria.
Nel primo Rinascimento si pose maggiore enfasi sulla cortesia. Il cortigiano ideale di Baldassarre Castiglione ("Il Cortegiano") divenne un modello delle virtù ideali della nobiltà. Il racconto di Castiglione prese la forma di una discussione tra la nobiltà della corte del duca di Urbino, in cui i personaggi stabiliscono che il cavaliere ideale dovrebbe essere rinomato non solo per il suo coraggio e la prodezza in battaglia, ma anche come abile ballerino, atleta, cantante e oratore, e dovrebbe anche essere ben preparato nella letteratura umanistica e nei classici greci e latini.
La tarda letteratura rinascimentale, come il Don Chisciotte della Mancia di Miguel de Cervantes, respinse il codice della cavalleria come idealistico e non realistico. L'ascesa dell'umanesimo cristiano nella letteratura rinascimentale dimostrò un netto distacco dal romanzo cavalleresco della letteratura tardo medievale, e l'ideale cavalleresco cessò di influenzare la letteratura nei secoli successivi fino a quando vide alcune sacche di rinascita nella letteratura vittoriana.